# Ламберт Лысый
Ламбе́рт Лы́сый (итал. Lamberto il Calvo; умер в 873) — граф Камерино (до 871 года).

## Биография
Ламберт был сыном графа Хаймо, о происхождении которого исторические источники не сообщают. На основе анализа текста одной из хартий историк Эдуард Хлавичка сделал предположение, что Хаймо мог быть младшим сыном графа Нанта Ламберта I и, таким образом, принадлежать к влиятельной в Западно-Франкском и Итальянском королевствах семье Гвидонидов. О близком родстве Ламберта с Гвидонидами сообщает и анонимное житие папы римского Адриана II, называющее Ламберта Лысого и герцога Сполето Ламберта II членами семьи Ламбертинов.
О ранних годах жизни Ламберта ничего неизвестно. Возможно, он идентичен упоминаемому в 863 году в хронике аббатства Сен-Флорентин-де-Боннваль одноимённому графу Шатодёна. Если это так, то прибытие Ламберта в Италию должно было произойти не ранее этой даты.
Первое упоминание графа Ламберта в современных ему исторических источниках относится к 871 году. В это время он уже был правителем графства Камерино. Когда он получил этот титул, неизвестно: предыдущим графом этого феода, был Герард III, погибший в сражении с сарацинами в 860 году.
В 871 году Ламберт Лысый оказался замешан в заговоре против императора Людовика II. Это событие привлекло внимание многих раннесредневековых хронистов. Согласно их свидетельствам, заговор организовали несколько правителей из Южной Италии — Адельхиз Беневентский, Гвефер Салернский, Сергий II Неаполитанский, а также, возможно, и Ламберт II Сполетский — опасавшиеся усиления над собой власти Людовика после взятия имперскими войсками Бари, столицы одного из арабских владений на Апеннинском полуострове. 13 августа в Беневенто по приказу князя Адельхиза было совершено нападение на императора и его свиту, находившихся в этом городе на постое. Ряд источников обвиняют в произошедшем императрицу Ангильбергу, уговорившую супруга попытаться изгнать князя из его владений, а также франкских воинов, беспощадно притеснявших местных жителей. Несмотря на трёхдневное вооружённое сопротивление нападавшим, Людовик II под угрозой смерти должен был сдаться и провести целый месяц в заключении. Император, слухи о якобы гибели которого достигли дворов Западно-Франкского и Восточно-Франкского государств, его жена, дочь и приближённые провели под стражей 35 дней и только 17 сентября при посредничестве епископа Беневенто Айо обрели свободу. Одной из основных причин освобождения Людовика стала высадка в Италии большого числа сарацин, прибывших с Сицилии и осадивших Салерно. Условием получения свободы для императора стала данная им Адельхизу клятва, что он не будет мстить заговорщикам и никогда более не придёт с войском в их владения, если только они сами об этом его не попросят.
Однако, лишь только получив свободу и покинув Беневенто, Людовик II отказался от принесённой им клятвы и направился в Сполетское герцогство, чтобы покарать участвовавших по его мнению в заговоре Ламберта II и Ламберта Лысого. Ещё до своего прибытия в Сполето император издал указ о лишении этих мятежников их владений и передал оба феода в управление Суппо III, близкому родственнику императрицы Ангельберги. Узнав о действиях Людовика, оба Ламберта бежали под защиту князя Адельхиза, связанного с ними клятвой. Здесь они участвовали в войнах с арабами, и в 872 году, возглавляя беневентцев, разбили в сражении большое войско сарацин, одно из тех, которые ещё в прошлом году осадили Салерно.
Так и не получив обратно от императора Людовика II своё графство, Ламберт Лысый скончался в 873 году. Предполагается, что его сыном мог быть маркграф Лекко Конрад.